# Liste des films belges ayant fait le plus d'entrées en Belgique
Liste des films belges ayant fait le plus d'entrées en Belgique lors de leur sortie, dont la production est majoritairement belge.

## Tableau
| Rang | Titre                                              | Réalisateur                            | Année | Entrées   | Langue                               |
| ---- | -------------------------------------------------- | -------------------------------------- | ----- | --------- | ------------------------------------ |
| 1    | Loft                                               | Erik Van Looy                          | 2008  | 1 194 434 | Néerlandais                          |
| 2    | Koko Flanel                                        | Stijn Coninx                           | 1990  | 1 082 000 | Néerlandais                          |
| 3    | Hector                                             | Stijn Coninx                           | 1987  | 933 000   | Néerlandais                          |
| 4    | Daens                                              | Stijn Coninx                           | 1993  | 848 000   | Néerlandais/français                 |
| 5    | La Mémoire du tueur (De zaak Alzheimer)            | Erik Van Looy                          | 2003  | 755 559   | Néerlandais                          |
| 6    | Kampioen zijn blijft plezant                       | Eric Wirix (en)                        | 2013  | 720 000   | Néerlandais                          |
| 7    | Le Huitième jour                                   | Jaco Van Dormael                       | 1996  | 715 471   | Français                             |
| 8    | Max                                                | Freddy Coppens                         | 1994  | 700 253   | Néerlandais                          |
| 9    | Oesje!                                             | Ludo Cox                               | 1997  | 670 609   | Néerlandais                          |
| 10   | Podium                                             | Yann Moix                              | 2004  | 647 678   | Français                             |
| 11   | Mira                                               | Fons Rademakers                        | 1971  | 642 000   | Néerlandais                          |
| 12   | De Witte van Sichem                                | Robbe De Hert                          | 1980  | 540 000   | Néerlandais                          |
| 13   | Marina                                             | Stijn Coninx                           | 2013  | 506 421   | Néerlandais/italien/français/anglais |
| 14   | Paniekzaaiers                                      | Patrick Lebon                          | 1986  | 500 000   | Néerlandais                          |
| 15   | Frits et Freddy                                    | Guy Goossens                           | 2010  | 480 020   | Néerlandais/wallon                   |
| 16   | Tête de bœuf (Rundskop - Bullhead)                 | Michaël R. Roskam                      | 2011  | 469 967   | Néerlandais/français                 |
| 17   | La Merditude des choses (De helaasheid der dingen) | Felix Van Groeningen                   | 2009  | 450 304   | Néerlandais                          |
| 18   | Zot van A                                          | Jan Verheyen                           | 2010  | 454 435   | Néerlandais                          |
| 19   | Dossier K.                                         | Jan Verheyen                           | 2009  | 447 324   | Néerlandais/albanais                 |
| 20   | The Broken Circle Breakdown                        | Felix Van Groeningen                   | 2012  | 401 271   | Néerlandais                          |
| 21   | C'est arrivé près de chez vous                     | Rémy Belvaux, A. Bonzel, B. Poelvoorde | 1992  | 395 000   | Français                             |
| 22   | Le Verdict (Het vonnis)                            | Jan Verheyen                           | 2013  | 380 000   | Néerlandais                          |
| 23   | Les Barons                                         | Nabil Ben Yadir                        | 2009  | 134 000   | Français                             |
| 24   | Dikkenek                                           | Olivier Van Hoofstadt                  | 2006  | 122 871   | Français                             |